# Aphelandra paulensis
Aphelandra paulensis är en akantusväxtart som beskrevs av Wasshausen. Aphelandra paulensis ingår i släktet Aphelandra och familjen akantusväxter. Inga underarter finns listade i Catalogue of Life.